# VI Asamblea General de Ciudadanos (partido político español)
La VI Asamblea General de Ciudadanos se celebró entre el 9 y el 15 de enero de 2023, para renovar los órganos de dirección del Partido de Ciudadanos (Cs) y refundar el partido. El 21 de junio de 2022, Inés Arrimadas convocó a un proceso de refundación del partido tras la sucesión de derrotas en las elecciones madrileñas, castellano y leonesas y andaluzas donde el partido vio descender su representación a 0 o 1 escaños. Tras la finalización de la refundación, se impuso un liderazgo bicéfalo separándose en los cargos de Secretario General y Portavoz Político.
El 26 de diciembre de 2022, se anunció que el lema del congreso sería "Radicalmente Libres" . En la elección de la dirección ganó la lista conjunta formada por Patricia Guasp y Adrián Vázquez y apoyada por la presidenta saliente Inés Arrimadas con el 53,3% de los votos, derrotando así a la candidatura de Edmundo Bal, quien obtuvo el 39,3% de los votos. Una candidatura de militantes de base, formada por Marcos Morales y Laura Alves, logró hacerse con el 7,4% del voto.

## Candidatos
| Candidato | Candidato | Edad                                                   | Responsabilidades | Anunciado               | eliminado               | Campaña | Ref.    |
| Elegido | Elegido   | Elegido                                                | Elegido | Elegido                 | Elegido                 | Elegido | Elegido |
| --- | --------- | ------------------------------------------------------ | --- | ----------------------- | ----------------------- | ------- | ------- |
| Candidatos elegidos como Secretario General y Portavoz Político. |           |                                                        | |                         |                         |         |         |
| Patricia Guasp |           |                                                        | Coordinadora Territorial de Ciudadanos en Illes Balears (desde 2020) Diputada al Parlamento de las Islas Baleares por Mallorca (desde 2019) | 23 de diciembre de 2022 | </img> _                | </img>  | <br />  |
| Adrián Vázquez |           | Diputado al Parlamento Europeo por España (desde 2020) | | 23 de diciembre de 2022 | </img> _                | </img>  | <br />  |
| Proclamados |           |                                                        | |                         |                         |         |         |
| Candidatos que cumplieron con el requisito de respaldo y fueron oficialmente proclamados para disputar las elecciones primarias .                                     |           |                                                        | |                         |                         |         |         |
| Edmundo Bal |           |                                                        | Vicesecretario General de CS (desde 2021) Diputado al Congreso de los Diputados por Madrid (desde 2019)                                     | 2 de diciembre de 2022  | 12 de enero de 2023     | </img>  | <br />  |
| Santiago Saura | 48        | Concejal en el Ayuntamiento de Madrid (desde 2019)     | 21 de diciembre de 2022 |                         | 12 de enero de 2023     | </img>  | <br />  |
| Marcos Morales |           | 19                                                     | Ninguno | 27 de diciembre de 2022 | 12 de enero de 2023     | </img>  | <br />  |
| Laura Alves | 29        | Concejala del Ayuntamiento de El Álamo (desde 2022)    | | 27 de diciembre de 2022 | 12 de enero de 2023     | </img>  | <br />  |
| Anunciado |           |                                                        | |                         |                         |         |         |
| Candidatos que anunciaron su intención de postularse para las elecciones primarias, pero fueron rechazados como resultado de no cumplir con el requisito de respaldo. |           |                                                        | |                         |                         |         |         |
| Pablo Biarge |           | ?                                                      | Ninguno | 28 de diciembre de 2022 | 29 de diciembre de 2022 | —       | [ 13 ]  |

### Rechazado
Los políticos de esta sección fueron objeto de especulaciones sobre su posible candidatura, pero negaron públicamente o se retractaron de su interés en postularse:

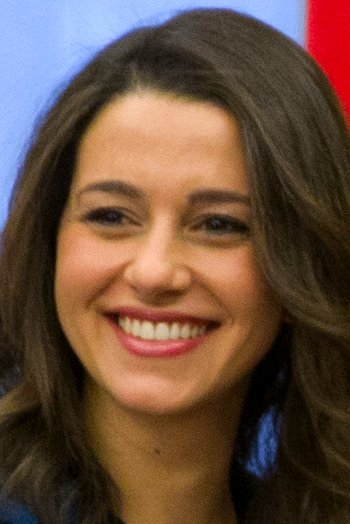
Inés Arrimadas
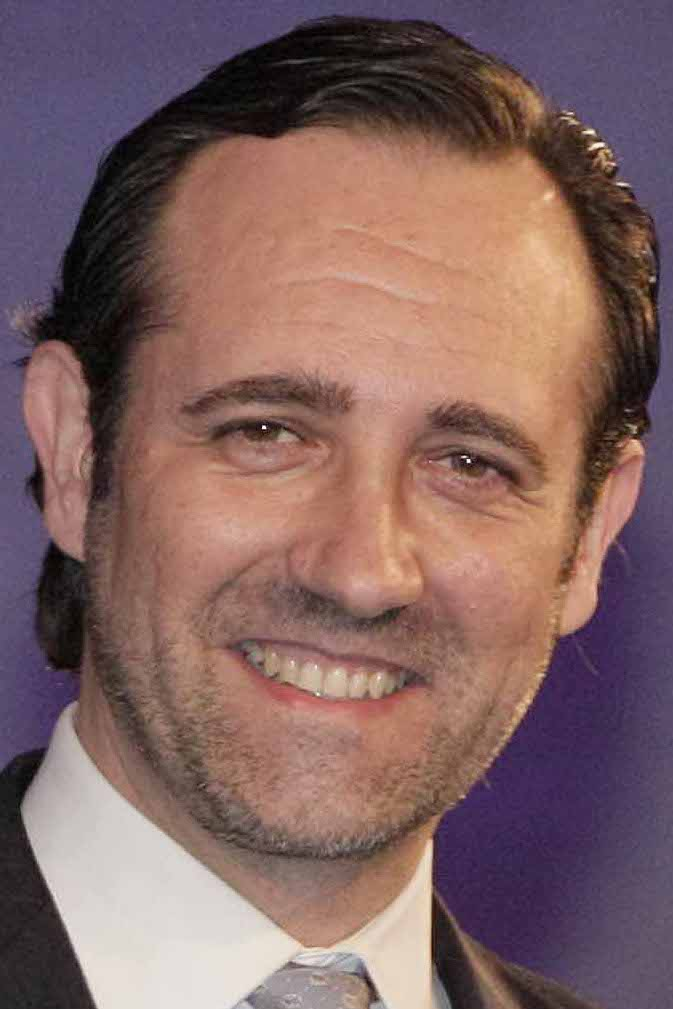
José Ramón Bauzá
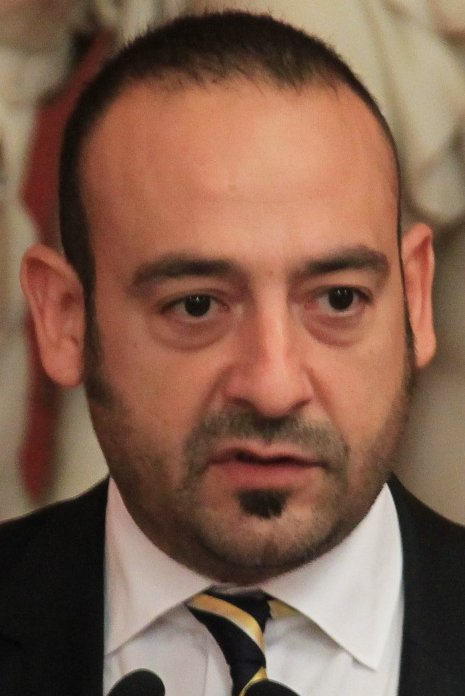
Jordi Cañas
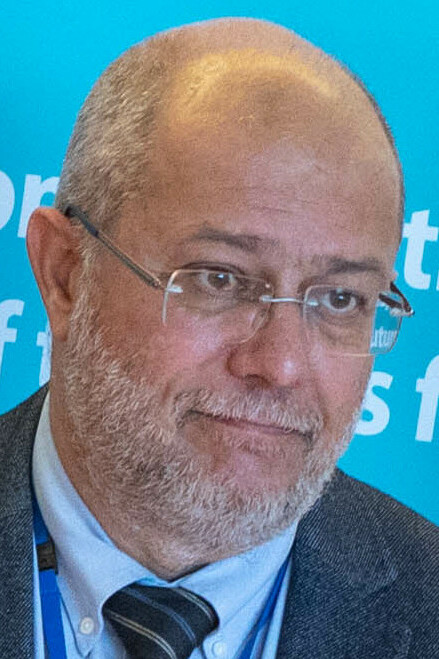
Francisco Igea
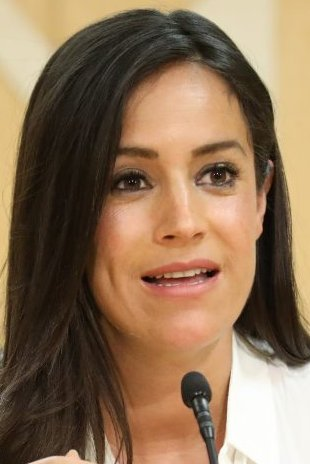
Begoña Villacís

## Apoyos

### Total
Los candidatos que buscaban postularse debían reunir el respaldo de al menos el 1,5% del total de miembros del partido (115 respaldos).
|                    | Patricia Guasp / Adrián Vázquez | 1,367 | 17.89 | 60.89 |  |  |
|                    | Edmundo Bal / Santiago Saura    | 679   | 8.89  | 30.24 |  |  |
|                    | Marcos Morales/Laura Alves      | 142   | 1.86  | 6.33  |  |  |
|                    |                                 |       |       |       |  |  |
|                    | Pablo Biarge                    | 57    | 0.75  | 2.54  |  |  |
|                    |                                 |       |       |       |  |  |
| Total              | Total                           | 2,245 |       |       |  |  |
|                    |                                 |       |       |       |  |  |
| Avales válidos     | Avales válidos                  | 2,245 | 29.38 |       |  |  |
| Avales no emitidos | Avales no emitidos              | 5,397 | 70.62 |       |  |  |
| Miembros totales   | Miembros totales                | 7,642 |       |       |  |  |
|                    |                                 |       |       |       |  |  |
| Fuentes            |                                 |       |       |       |  |  |

## Resultados
| Candidato                      | Candidato                       | Primario | Primario | Asamblea | Asamblea |
| Candidato                      | Candidato                       | Votos    | %        | Votos    | %        |
| ------------------------------ | ------------------------------- | -------- | -------- | -------- | -------- |
|                                | Patricia Guasp / Adrián Vázquez | 2,021    | 53.25    | Mayoría  | Mayoría  |
|                                | Edmundo Bal / Santiago Saura    | 1,493    | 39.34    |          |          |
|                                | Marcos Morales/Laura Alves      | 281      | 7.41     |          |          |
|                                |                                 |          |          |          |          |
| Total                          | Total                           | 3,795    |          |          |          |
|                                |                                 |          |          |          |          |
| Votos válidos                  | Votos válidos                   | 3,795    | 100.00   |          |          |
| Papeletas nulas y en blanco    | Papeletas nulas y en blanco     | 0        | 0.00     |          |          |
| Votos emitidos / participación | Votos emitidos / participación  | 3,795    | 49.66    |          |          |
| abstenciones                   | abstenciones                    | 3,847    | 50.34    |          |          |
| votantes registrados           | votantes registrados            | 7,642    |          | 390      |          |
|                                |                                 |          |          |          |          |
| Fuentes                        |                                 |          |          |          |          |